# 恰里卡尔
恰里卡爾位于阿富汗东部，是帕尔旺省的首府。位於高速公路1號旁，距離首都喀布爾69公里，可通往馬扎里沙里夫、昆都士和普勒胡姆里。該城市的居民以塔吉克族為主。
2021年塔利班攻勢中一度被塔利班控制，2021年8月17日被支持阿富汗伊斯蘭共和國流亡政府的潘傑希爾抵抗勢力奪取。2021年9月6日塔利班重新佔領該地區。